# Oberlascheid

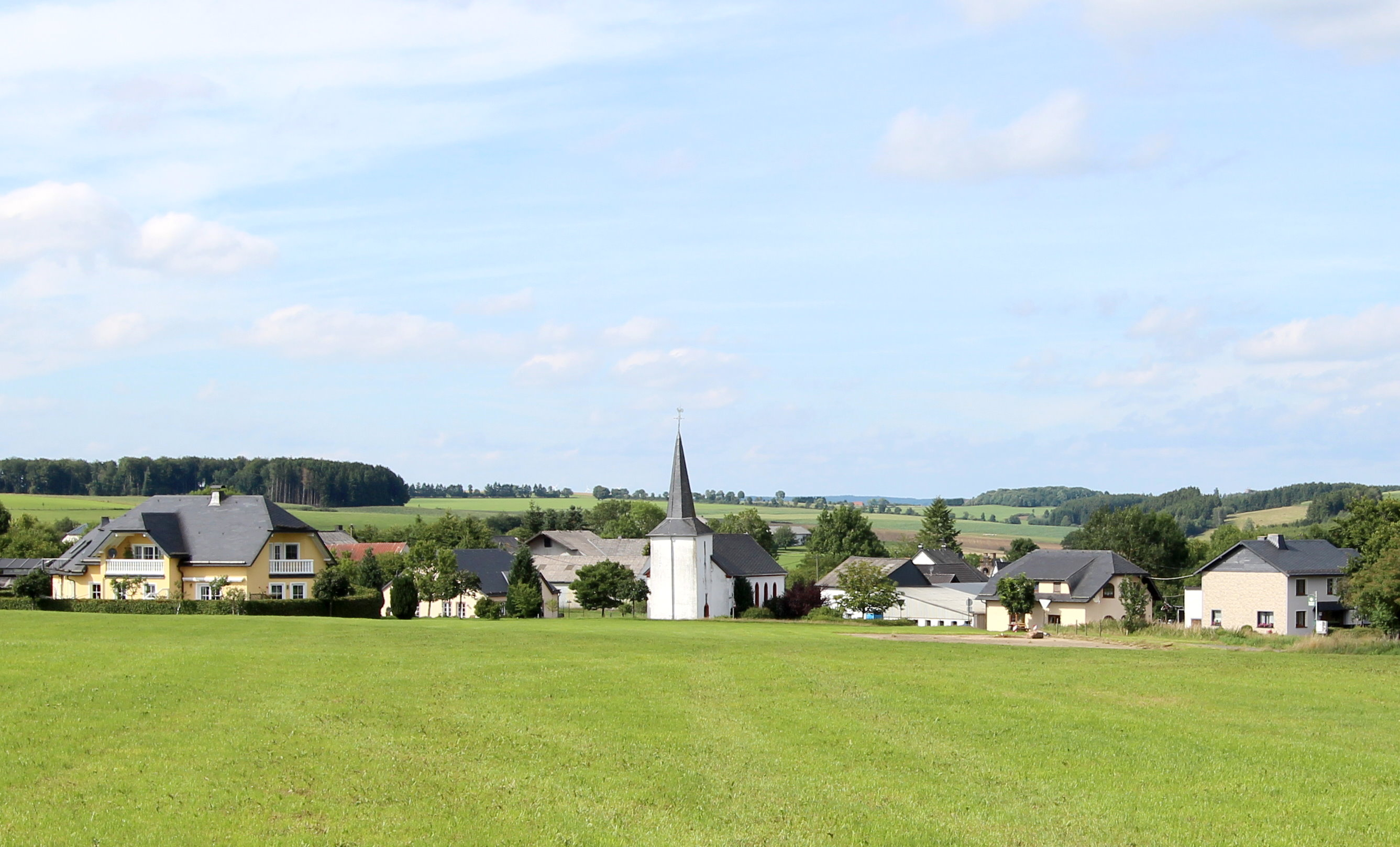
Oberlascheid

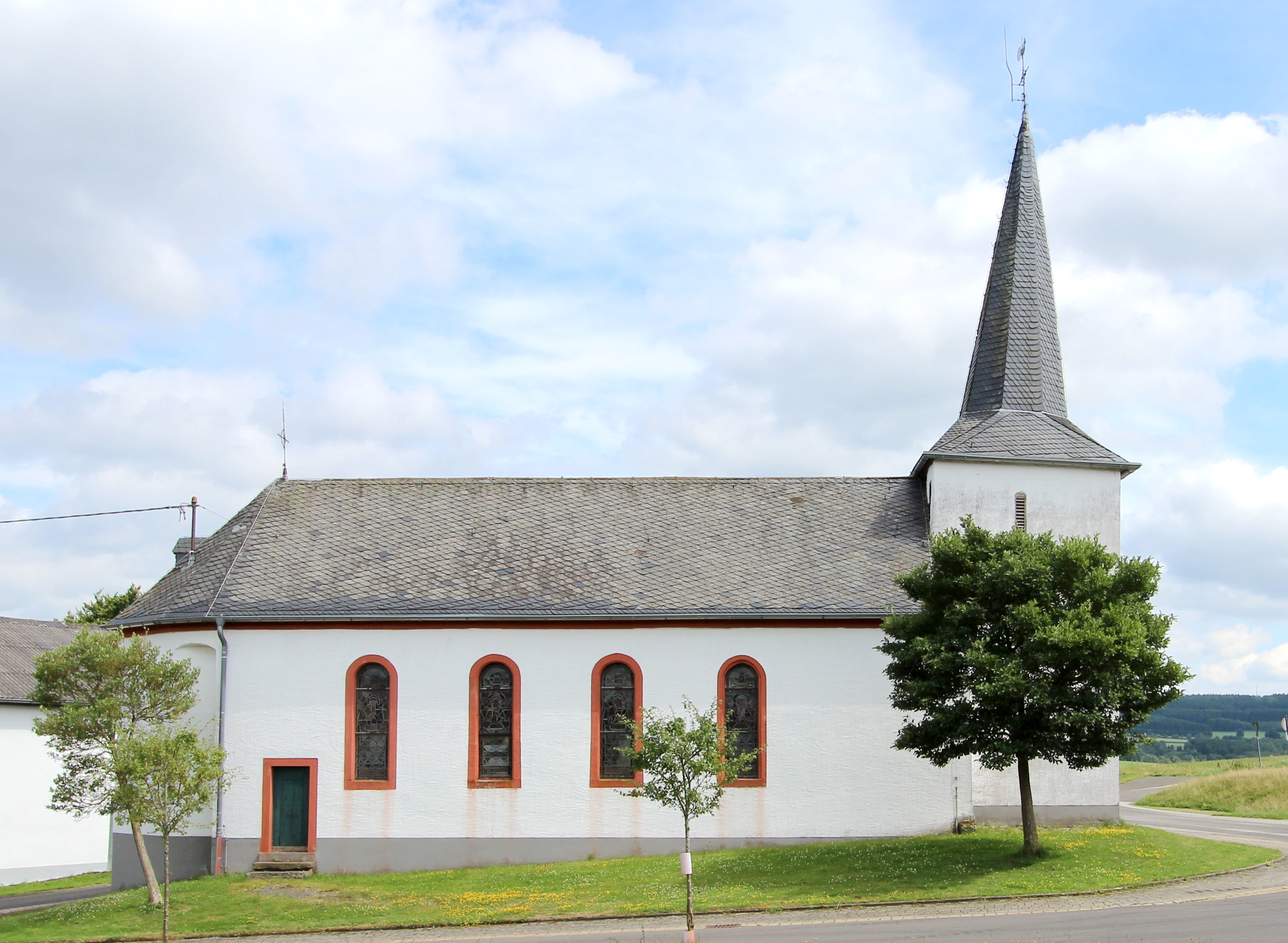
Sankt Stephan

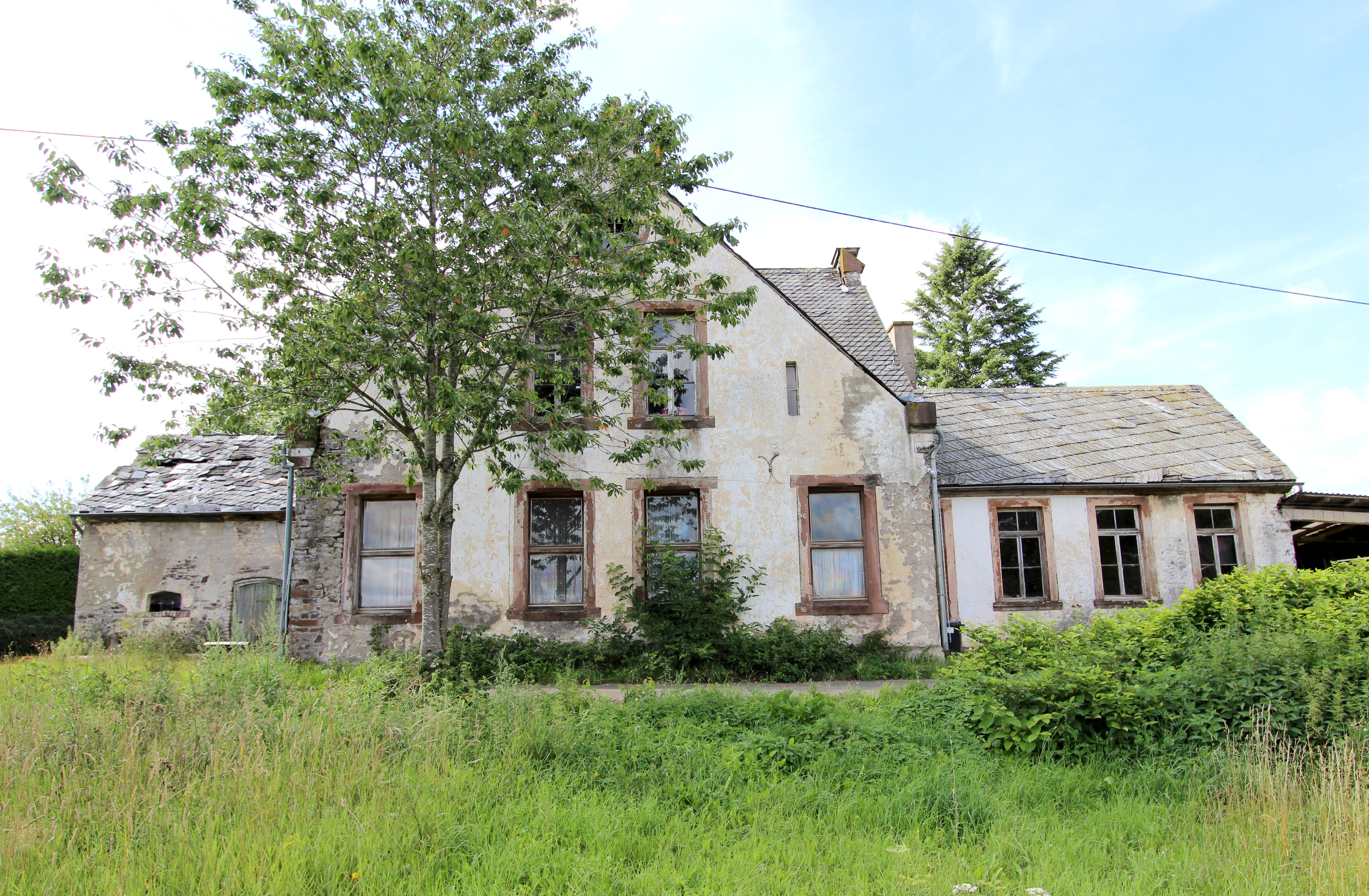
Altes Schulhaus im Ortskern

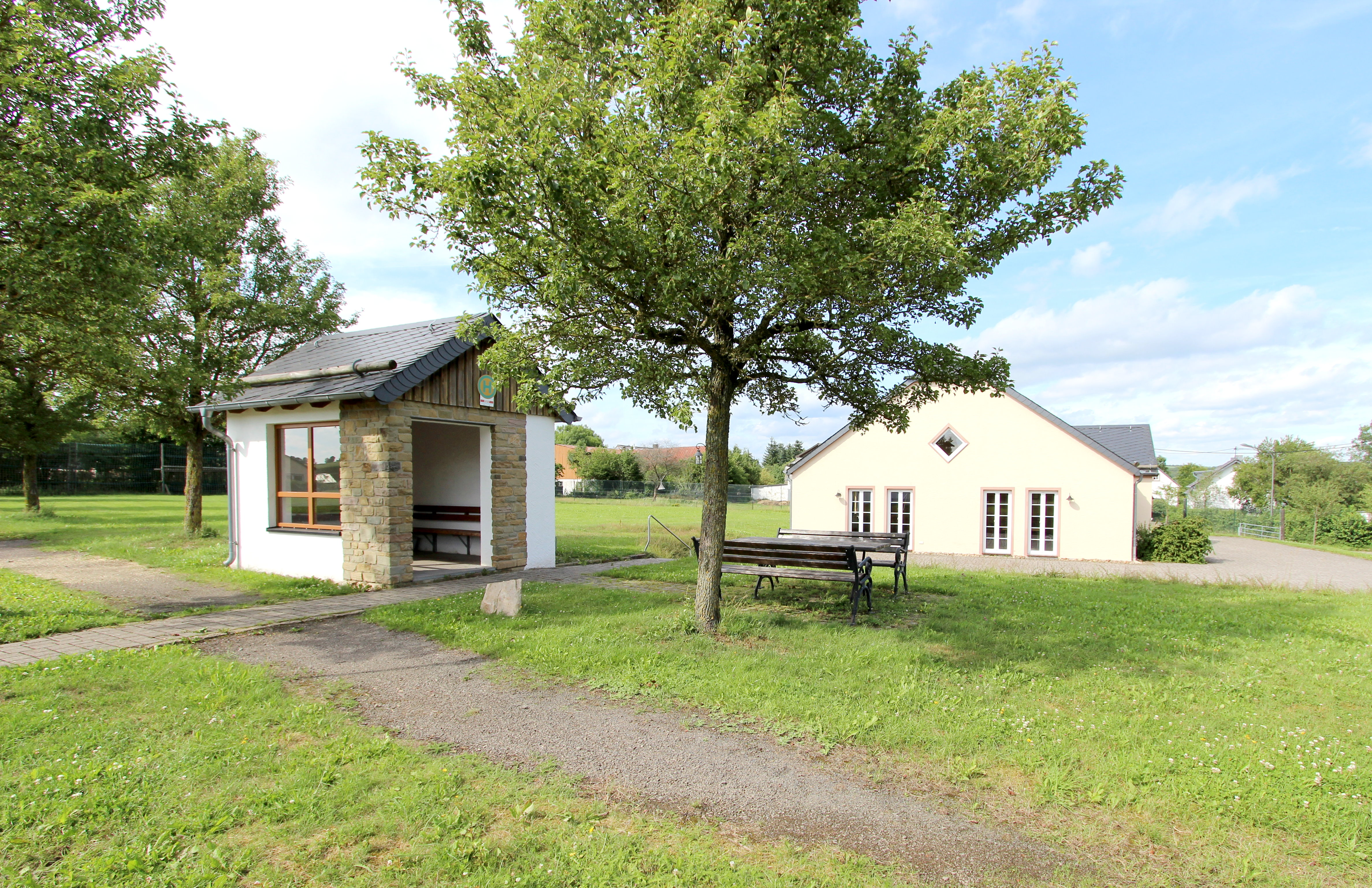
Gemeindehaus und Raststätte für Wanderer

Oberlascheid ist eine Ortsgemeinde im Eifelkreis Bitburg-Prüm in Rheinland-Pfalz. Sie gehört der Verbandsgemeinde Prüm an.

## Geographische Lage
Oberlascheid liegt im Naturpark Nordeifel unmittelbar an der Grenze zu Belgien. Neben dem Hauptort Oberlascheid zählen auch der Ortsteil Radscheid, ein Teil des Weilers Herzfenn sowie die Wohnplätze Auf der Brück, Hascheiderhof und Birkenhof zur Gemeinde.
Nachbarorte sind die Ortsgemeinden Auw bei Prüm im Nordosten, Buchet im Südosten und Bleialf im Südwesten, sowie der bereits zur belgischen Großgemeinde Sankt Vith gehörende Gemeindeteil Schönberg im Nordwesten.

## Geschichte
Eine erste Erwähnung findet Oberlascheid 1187, der heutige Ortsteil Radscheid einhundert Jahre später. Die Entstehung eines Vorgängerbaus der Kapelle St. Stefan wird auf die Zeit um 1600 datiert. Im 18. Jahrhundert gehörte der Ort zu Kurtrier und war dessen Amt Prüm zugeordnet.
Die Inbesitznahme des Linken Rheinufers durch französische Revolutionstruppen beendete die alte Ordnung. Der Ort wurde von 1798 bis 1814 Teil der Französischen Republik (bis 1804) und anschließend des Französischen Kaiserreichs, zugeordnet der Mairie Bleialf im Arrondissement Prüm des Saardépartements. Nach der Niederlage Napoleons kam Oberlascheid aufgrund der 1815 auf dem Wiener Kongress getroffenen Vereinbarungen zum Königreich Preußen und gehörte nun zum Kreis Prüm des Regierungsbezirks Trier, der 1822 Teil der neu gebildeten preußischen Rheinprovinz wurde. Aus der Mairie wurde die Bürgermeisterei (ab 1927 das Amt) Bleialf.
Als Folge des Ersten Weltkriegs war die gesamte Region dem französischen Abschnitt der Alliierten Rheinlandbesetzung zugeordnet. Nach dem Zweiten Weltkrieg wurde Oberlascheid innerhalb der französischen Besatzungszone Teil des damals neu gebildeten Landes Rheinland-Pfalz.
Im Jahr 2006 wurde das in Eigenleistung errichtete neue Gemeindehaus fertiggestellt.
Statistik zur Einwohnerentwicklung
Die Entwicklung der Einwohnerzahl von Oberlascheid, die Werte von 1871 bis 1987 beruhen auf Volkszählungen:
| Jahr | Einwohner |
| ---- | --------- |
| 1815 | 136       |
| 1835 | 181       |
| 1871 | 238       |
| 1905 | 218       |
| 1939 | 227       |
| 1950 | 275       |
| 1961 | 224       |

| Jahr | Einwohner |
| ---- | --------- |
| 1970 | 181       |
| 1987 | 173       |
| 1997 | 137       |
| 2005 | 148       |
| 2011 | 122       |
| 2017 | 157       |
| 2023 | 144       |

## Politik

### Bürgermeister
Rita Becker wurde am 12. August 2019 Ortsbürgermeisterin von Oberlascheid. Da bei der Direktwahl am 26. Mai 2019 kein gültiger Wahlvorschlag eingereicht wurde, oblag die Neuwahl des Bürgermeisters dem Rat, der sich für Becker entschied. Sie wurde im Juni 2024 wiedergewählt.
Beckers Vorgänger Karl Bach hatte das Amt von 1994 bis 2019 ausgeübt.

## Kultur und Sehenswürdigkeiten
- Katholische Kirche St. Stephan aus dem 18. Jahrhundert
- Jährliches Kirmes- bzw. Kirchweihfest wird sonntags zu Pfingsten gefeiert
- Burgbrennen am ersten Sonntag nach Aschermittwoch (sogenannter Scheef-Sonntag)[9][10]
- Schulhaus in der Ortsstraße 14 von 1887
- Wanderstrecken in und um Oberlascheid[11][12][13]

Siehe auch: Liste der Kulturdenkmäler in Oberlascheid

## Wirtschaft und Infrastruktur
Oberlascheid ist eine landwirtschaftlich geprägte Wohngemeinde. In der Ortsgemeinde befindet sich seit 1980 ein Hersteller von Holzpaletten.
Durch Oberlascheid führt die Kreisstraße 104.

## Persönlichkeiten
- Ulrich Wagner (Bildhauer)